# Pudur (S)
Pudur (S) is een panchayatdorp in het district Tenkasi van de Indiase staat Tamil Nadu. 

## Demografie
Volgens de Indiase volkstelling van 2001 wonen er 11.095 mensen in Pudur (S), waarvan 49% mannelijk en 51% vrouwelijk is. De plaats heeft een alfabetiseringsgraad van 63%. 